# Ilolompya
Ilolompya (auch Ilolo Mpya) ist ein Verwaltungsbezirk (englisch Ward) des Distrikts Iringa in der tansanischen Region Iringa.

## Geografie
Ilolompya liegt im südlichen Hochland von Tansania etwa 40 Kilometer Luftlinie nordwestlich der Regionshauptstadt Iringa. Das wichtigste Gewässer ist der Kleine Ruaha, der weiter im Norden in den Großen Ruaha mündet und mit diesem den Ruaha bildet. Der Bezirk grenzt im Norden an Itunundu, im Osten an Nyang'oro, im Süden an Kiwere, im Südwesten an Mlowa und im Nordwesten an Mlenge. Bei der Volkszählung 2022 lebten 8869 Menschen in 2276 Haushalten auf einer Fläche von 216 Quadratkilometern.

## Gliederung
Der Bezirk besteht aus vier Gemeinden (swahili Mtaa) mit 17 Orten (Kitongoji):
| Luganga - Barabarambili - Kihesa - Motomoto - Ukwega - Sadani - Mawande - Mtakuja - Uwanjani | Magozi - Kimalanongwa - Isegelele - Magozi | Mkombilenga - Muungano - Mtakuja - Chamamba | Ilolompya - Mllimani - Ilolo - Magangamatitu |

## Infrastruktur
- Bildung: Die Wilium Lukuvi Secondary School ist eine staatliche weiterführende Schule. Sie bildet Tages- und Internatsschüler bis zur 4. Stufe aus.[8]
- Gesundheit: In den Gemeinden Ilolompya,[9] Luganga,[10] und Magozi[11] befindet sich je eine staatliche Apotheke.